# Kshatriya

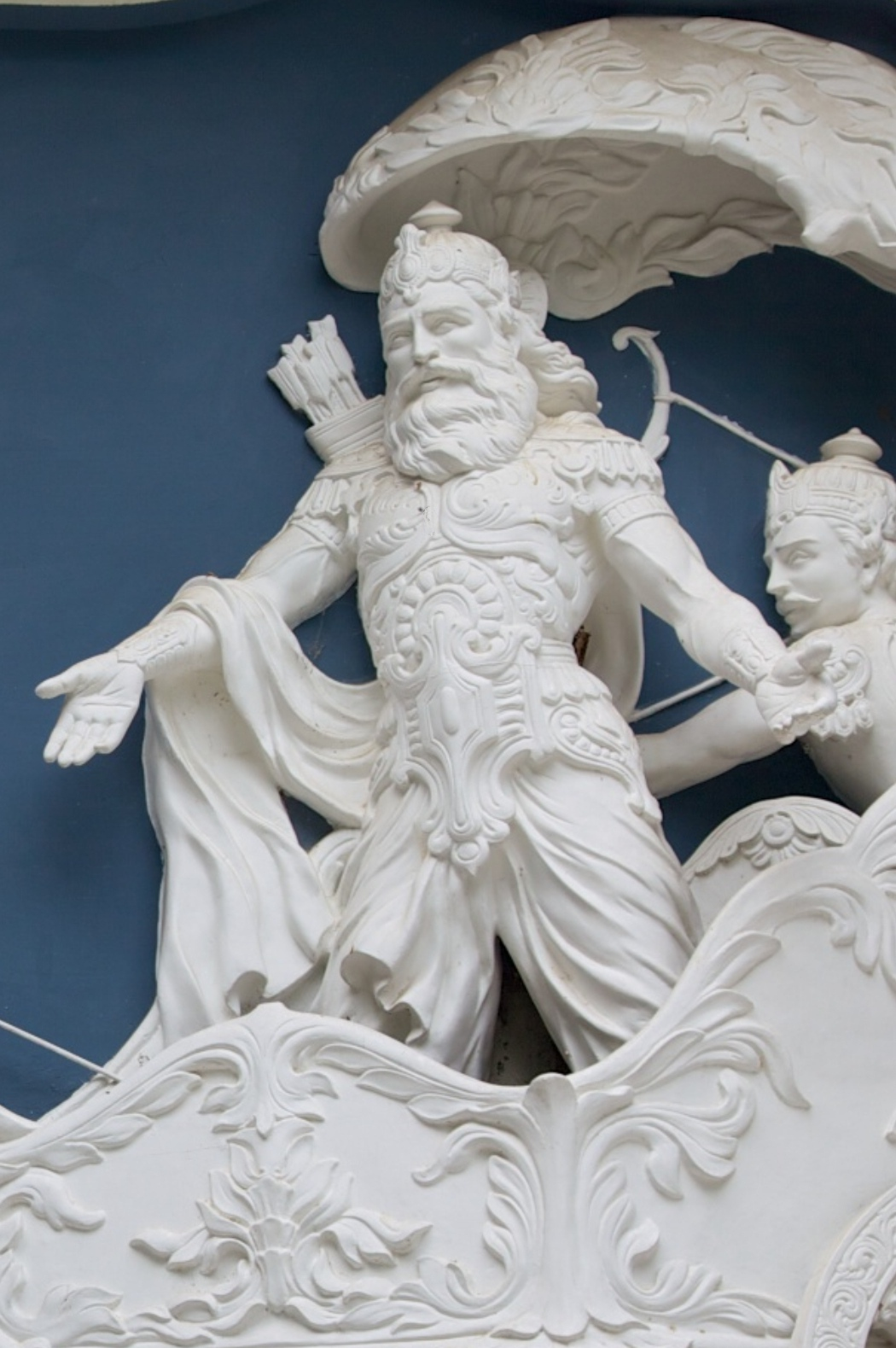
Bhishma, một Kshatriya của triều đại Mặt trăng.

Kshatriya (tiếng Hindi: क्षत्रिय; có nguồn gốc từ tiếng Phạn kṣatra, "quy tắc, quyền hạn") là một trong bốn varna (giai tầng) của xã hội Hindu cổ đại, gắn liền với tầng lớp quý tộc chiến binh. Thuật ngữ tiếng Phạn kṣatriyaḥ được sử dụng trong bối cảnh của xã hội Vệ đà sau này, trong đó mọi cá nhân trong xã hội được phân thành bốn giai cấp: brahmin, kshatriya, vaishya và shudra.

## Lịch sử

### Sơ kỳ Rigveda
Các lãnh thổ ở Ấn Độ thời kỳ Vệ-đà do các thủ lĩnh bộ tộc, được gọi là Rajan (vua), đứng đầu, vị trí này có thể được cha truyền con nối hoặc không. Nhà vua có thể đã được bầu trong một hội đồng bộ tộc (gọi là Samiti), bao gồm cả phụ nữ. Rajan lãnh đạo các thành viên bộ tộc bảo vệ bộ tộc và gia súc; được giúp đỡ bởi một tư tế; và không duy trì một đội quân thường trực, mặc dù trong thời kỳ sau đó, tầng lớp cai trị dường như đã hình thành với tư cách là một tầng lớp xã hội. Khái niệm về hệ thống varna bốn giai cấp vẫn chưa được ghi nhận.

### Hậu kỳ Vệ Đà
Thánh ca Purusha Sukta diễn ra sự mô tả Rigveda sáng tạo mang tính biểu tượng của bốn varna thông qua sự tan rã vũ trụ (yajña). Một số học giả coi Purusha Sukta là bản nội suy muộn hơn trong Rigveda dựa trên đặc điểm thần học của nó, so với phong cách cổ xưa hơn của văn học Vệ-đà. Vì không phải tất cả người Ấn đều được xếp đầy đủ theo varna trong xã hội Vệ-đà, Purusha Sukta được cho là đã tạo ra nhằm đảm bảo sự răn đe của Vệ-đà đối với hệ thống đẳng cấp di truyền. Một cách giải thích khác là từ 'Shudra' không xuất hiện ở bất kỳ nơi nào khác trong Rig-veda ngoại trừ Purusha Sukta, khiến một số học giả tin rằng Purusha Sukta là một sáng tác của chính thời kỳ Rig-veda sau này để biểu thị, hợp pháp hóa và thần thánh hóa sự ra đời của một cấu trúc giai cấp áp bức và bóc lột.
Mặc dù Purusha Sukta sử dụng thuật ngữ rajanya, không phải là Kshatriya, nó vẫn được xem là trường hợp đầu tiên trong các văn bản Vệ-đà còn tồn tại đề cập đến cả bốn tầng lớp xã hội. Việc sử dụng thuật ngữ Rajanya nhằm chỉ đến 'thân tộc của Rajan' (tức là thân tộc của người cai trị) đã nổi lên như một nhóm xã hội riêng biệt sau đó, đến nỗi vào cuối thời kỳ Vệ-đà, thuật ngữ rajanya đã được thay thế bởi thuật ngữ Kshatriya; trong đó rajanya nhấn mạnh mối quan hệ họ hàng với Rajan và Kshatriya biểu thị quyền lực đối với một lãnh thổ cụ thể. Thuật ngữ rajanya không giống như từ Kshatriya, về cơ bản biểu thị địa vị trong một dòng tộc. Trong khi đó Kshatra lại mang ý nghĩa "cai trị; một trong những trật tự cai trị". Jaiswal chỉ ra thuật ngữ Brahman hiếm khi xuất hiện trong Rig-veda, ngoại trừ Purusha Sukta và có thể không được sử dụng cho giai cấp tư tế. Dựa trên thẩm quyền của Pāṇini, Patanjali, Kātyāyana và Mahabharata, Jayaswal tin rằng Rajanya là danh xưng của những nhà cai trị và do đó, Rajanya hàm chỉ đến một nền dân chủ quý tộc (với một người cai trị được bầu chọn). Một số ví dụ là Andhaka và Vrsni Rajanya, những người tuân theo hệ thống những người cai trị được bầu chọn. Ram Sharan Sharma trình bày chi tiết cách thức thủ lĩnh trung tâm được bầu chọn bởi nhiều tộc trưởng hoặc thủ lĩnh dòng dõi khác nhau với sự phân cực ngày càng tăng giữa rajanya (tầng lớp quý tộc giúp đỡ người cai trị) và vis (nông dân) dẫn đến sự phân biệt giữa các thủ lĩnh như một giai cấp riêng biệt (raja, rajanya, kshatra, kshatriya) và những người còn lại (tầng lớp thường dân).
Thuật ngữ kshatriya bắt nguồn từ kshatra, chỉ đến yếu tố quyền lực và quyền hạn, ít dựa trên việc trở thành một nhà lãnh đạo chiến thắng trong trận chiến, mà dựa nhiều vào sức mạnh hữu hình của việc tuyên bố chủ quyền đối với một lãnh thổ, tượng trưng cho quyền sở hữu đối với các vùng đất của thị tộc. Điều này sau đó đã làm nảy sinh ý tưởng về vương quyền.
Trong thời kỳ của Brahmana (800 TCN đến 700 TCN), có sự mơ hồ về vị trí của varna. Trong Panchavimsha Brahmana (13,4,7), Rajanya được đặt đầu tiên, tiếp theo là Brahmana rồi đến Vaishya. Trong Shatapatha Brahmana 13.8.3.11, Rajanya lại được xếp thứ hai. Trong Shatapatha Brahmana 1.1.4.12, thứ tự là Brahmana, Vaishya, Rajanya, Shudra. Thứ tự của truyền thống Bà-la-môn — Brahmana, Kshatriya, Vaishya, Shudra — đã trở nên cố định từ thời của các Dharmasutra (450 TCN đến 100 TCN). Các kshatriya thường được coi là tinh hoa trong giới Phật giáo. Ngay cả trong các cộng đồng xã hội Ấn giáo, đôi khi họ cũng có sự cạnh tranh với những người Bà-la-môn, nhưng nhìn chung họ thừa nhận tính ưu việt của tầng lớp tu sĩ. Các Kshatriyas cũng bắt đầu đặt câu hỏi về yajna của tôn giáo Vệ-đà lịch sử, dẫn đến những ý tưởng tôn giáo được phát triển trong Upanishad.

### Mahajanapada
Hình thức chính quyền gaṇa sangha là một hình thái thể chế cộng hòa đầu sỏ trong thời kỳ Mahajanapada (khoảng 600–300 TCN), được cai trị bởi các thành viên gia tộc Kshatriya. Tuy nhiên, những kshatriya này không theo tôn giáo Vệ-đà, và đôi khi được các nguồn Bà-la-môn giáo gọi là Kshatriya hoặc Shudra suy thoái. Các kshatriya phục vụ với tư cách là đại diện trong hội đồng tại kinh đô, tranh luận về nhiều vấn đề khác nhau được đưa ra trước hội đồng. Do thiếu sự bảo trợ của đạo Bà-la-môn Vệ-đà, các kshatriya của gana sangha thường là những người bảo trợ cho Phật giáo và Kỳ Na giáo.
Trong các vương quốc của Mahajanapada, nhà vua tuyên bố địa vị kshatriya thông qua tôn giáo Vệ-đà. Trong khi các vị vua tự xưng là kshatriya, một số vị vua có nguồn gốc không phải là kshatriya. Sau thời kỳ Mahajanapada, hầu hết các triều đại nổi bật ở Bắc Ấn Độ đều không thuộc gia cấp kshatriya. Những nhà cai trị đế chế Nanda, được cho là thuộc giai cấp shudra, nhưng đã tiêu diệt nhiều bộ tộc kshatriya để nắm quyền cai trị.

### Thời kỳ hậu Mauryan Kshatriya
Sau sự sụp đổ của Đế chế Maurya, nhiều chính quyền thị tộc ở Punjab, Haryana và Rajasthan đã tuyên bố thuộc đẳng cấp kshatriya. Những người Shaka và Yavana được các tác gia Bà-la-môn xem là những kshatriya có địa vị thấp.
Vào thế kỷ thứ ba đến thế kỷ thứ tư sau Công nguyên, các vương quốc vùng lưu vực sông Krishna và Godavari đã tuyên bố địa vị kshatriya và thực hiện các nghi lễ Vệ-đà để hợp pháp hóa mình với tư cách là người cai trị.

### Sự xuất hiện của "Puranic" Kshatriyas
Từ khoảng năm 300 đến năm 700 sau Công nguyên, các triều đại mới đã được các bà-la-môn phong cho địa vị kshatriya bằng cách liên kết bộ tộc của họ với các bộ tộc kshatriya trong sử thi và Purana. Các triều đại này bắt đầu liên kết với các triều đại Mặt trời và Mặt trăng, điều này cung cấp cho họ tính hợp pháp với tư cách là những người cai trị. Đổi lại, các dòng tộc kshatriya mới sẽ bảo trợ và ban thưởng cho các bà-la-môn. Văn hóa tiếng Phạn của các kshatriya thời kỳ này có ảnh hưởng lớn đến các thời kỳ sau và lập ra phong cách mà các kshatriya thời kỳ sau này ưa chuộng. Quá trình này diễn ra cả ở Bắc Ấn Độ và Deccan.

### Kỷ nguyên hiện đại
Thập niên 1960, Pauline Kolenda lưu ý rằng "chức năng đẳng cấp của Kshatriya là lãnh đạo và bảo vệ ngôi làng, đồng thời quản lý các vùng đất bị chinh phục của họ. Các Kshatriya thực hiện các chức năng này ngày nay ở mức độ có thể, bằng cách phân phối thực phẩm dưới dạng thanh toán cho kamin và cung cấp khả năng lãnh đạo."
Một số đẳng cấp trong thời kỳ hiện đại bắt đầu tuyên bố nguồn gốc kshatriya, nhưng họ được cho là đã giảm địa vị do nhu cầu kinh tế hoặc nghi lễ.

## Biểu tượng
Trong các nghi lễ, nyagrodha (Ficus indica hoặc cây vả Ấn Độ hoặc cây đa) danda, hoặc quyền trượng, được giao cho tầng lớp kshatriya, cùng với một câu thần chú, nhằm truyền sức sống thể chất hoặc 'ojas'.

## Truyền thừa
Kinh Vệ-đà không đề cập đến kshatriya (hoặc varna) của bất kỳ vansha (dòng dõi) nào. Các dòng truyền thừa của truyền thống Itihasa - Purana  là: triều đại Mặt Trời (Suryavamsha); và triều đại Mặt Trăng (Chandravamsha/ Somavamsha).
Có những dòng dõi khác, chẳng hạn như Agnivanshi ("dòng dõi lửa"), trong đó một tổ tiên cùng tên xuất hiện từ Agni (lửa), và Nagavanshi (gốc rắn), tuyên bố có nguồn gốc từ Nāga. Nagavanshi, là các bộ lạc Naga có nguồn gốc được tìm thấy trong các kinh điển như Mahabharata.